# Svensk Filmindustri

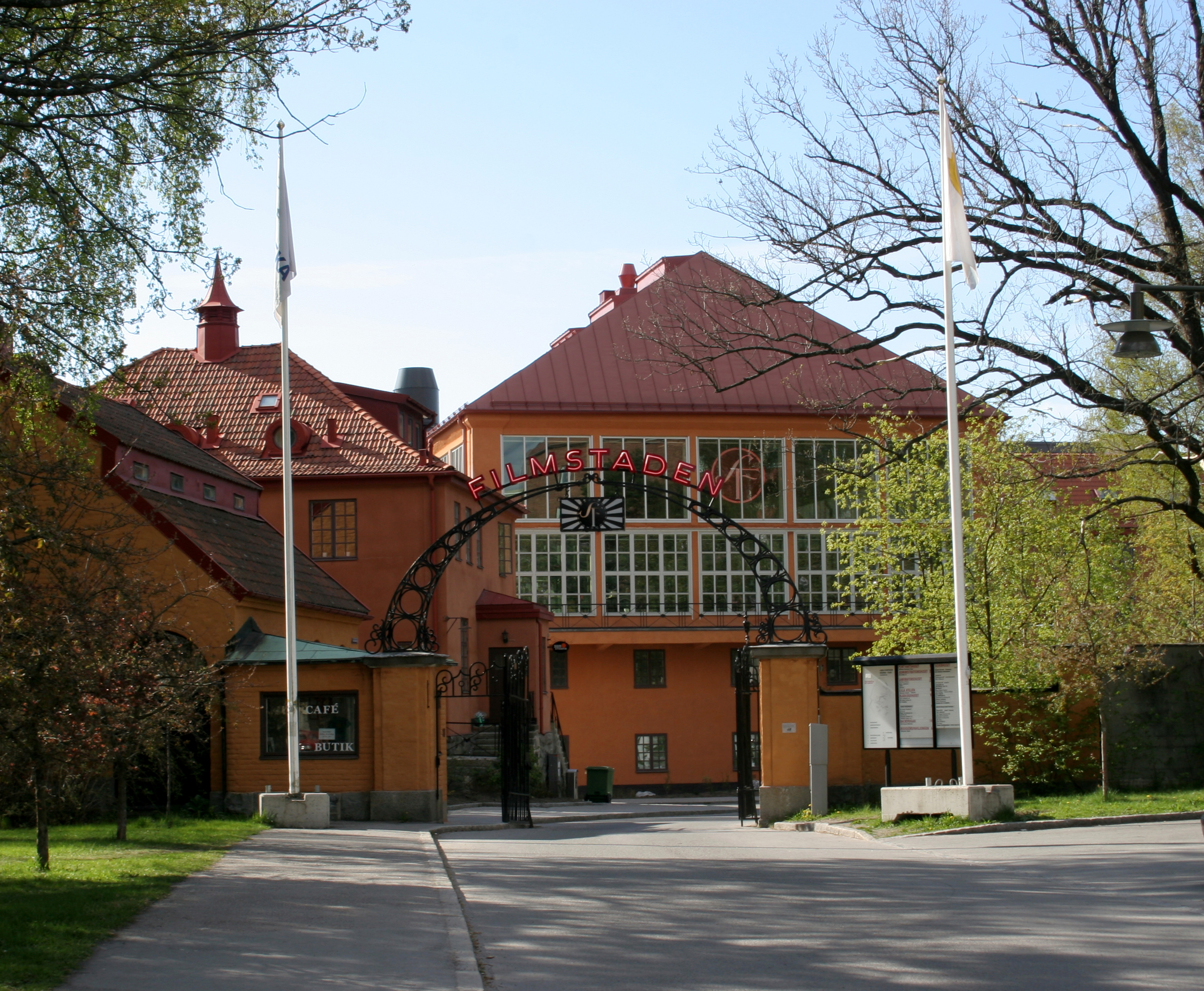
l'entrée du studio de cinéma Filmstaden à Stockholm

Svensk Filmindustri (ou SF Studios) est une société publique suédoise de production et de distribution de films fondée le 27 décembre 1919.

## Histoire
Basée à Stockholm, Aktiebolaget Svensk Filmindustri est née le 27 décembre 1919, de la fusion entre deux sociétés de productions : la Svenska Biografteatern (sv) (Svenska), créée en 1907 par Charles Magnusson, et la Filmindustri AB Skandia (sv) (Skandiafilm), créée en 1918. La Svenska avait produit les premiers films de Mauritz Stiller et Victor Sjöström. 
L'ensemble comprend à cette époque 70 salles de cinéma et deux importants studios, pour un capital commun de 35 millions de couronnes. L'industriel Ivar Kreuger possède alors la majorité des parts. Charles Magnusson est élu président. Svensk Filmindustri possédait des bureaux à Londres, Paris, Amsterdam, Berlin et New York, ainsi qu'une représentation à Mexico et à Shanghai. Entre 1919 et 1920, Svensk Filmindustri fait construire le « Hollywood suédois », le Filmstaden, à Råsunda, dans la banlieue de Solna, près de Stockholm, l'un des studios les plus modernes d'Europe de son époque. Entre 1920 et 1969, près de 400 longs métrages sortiront de ce studio, et le premier film à y être tourné est La Charrette fantôme (1921) de Victor Sjöström.
Kreuger fait face à de nombreuses difficultés (manque de trésorerie, recul de la fréquentation en salles et conflits sociaux) ; en 1926, il envisage de vendre les studios à la Universum Film AG UFA allemande. L'arrivée du parlant sauve l'entreprise. Olof Andersson (1884-1958) devient le nouveau directeur de 1928 à 1942. Karin Swanström est directrice artistique de 1933 à 1940. Sjöström devient le nouveau directeur artistique à partir de 1943 ; il produit les premiers films d'Ingmar Bergman au début de sa carrière, qu'il avait embauché comme scénariste en 1944.
La Hufvudstaden, société immobilière héritière de l'empire Kreuger, augmente sa participation dans la Svensk Filmindustri au cours des années 1960. Elle entreprend d'importantes restructurations dans les années 1970.
Elle est rachetée en 1984 par le Groupe Bonnier et est rebaptisé SF Studios en 2016.

## Quelques films produits
- 1920 : Les Traditions de la famille de Rune Carlsten
- 1921 : À travers les rapides (Johan) de Mauritz Stiller
- 1926 : Charley's Aunt d'Elis Ellis
- 1938 : Visage de femme de Gustaf Molander
- 1940 : Quand la chair est faible de Per Lindberg
- 1946 : Crise d'Ingmar Bergman.
- 1963 : Le Quartier du corbeau de Bo Widerberg.
- 1966 : Persona d'Ingmar Bergman.
- 2017 : Borg vs. McEnroe de Janus Metz Pedersen